# Università normale di Shanghai
L'Università normale di Shanghai (上海师范大学S) è un'università pubblica a Shanghai, Cina, fondata nel 1954.

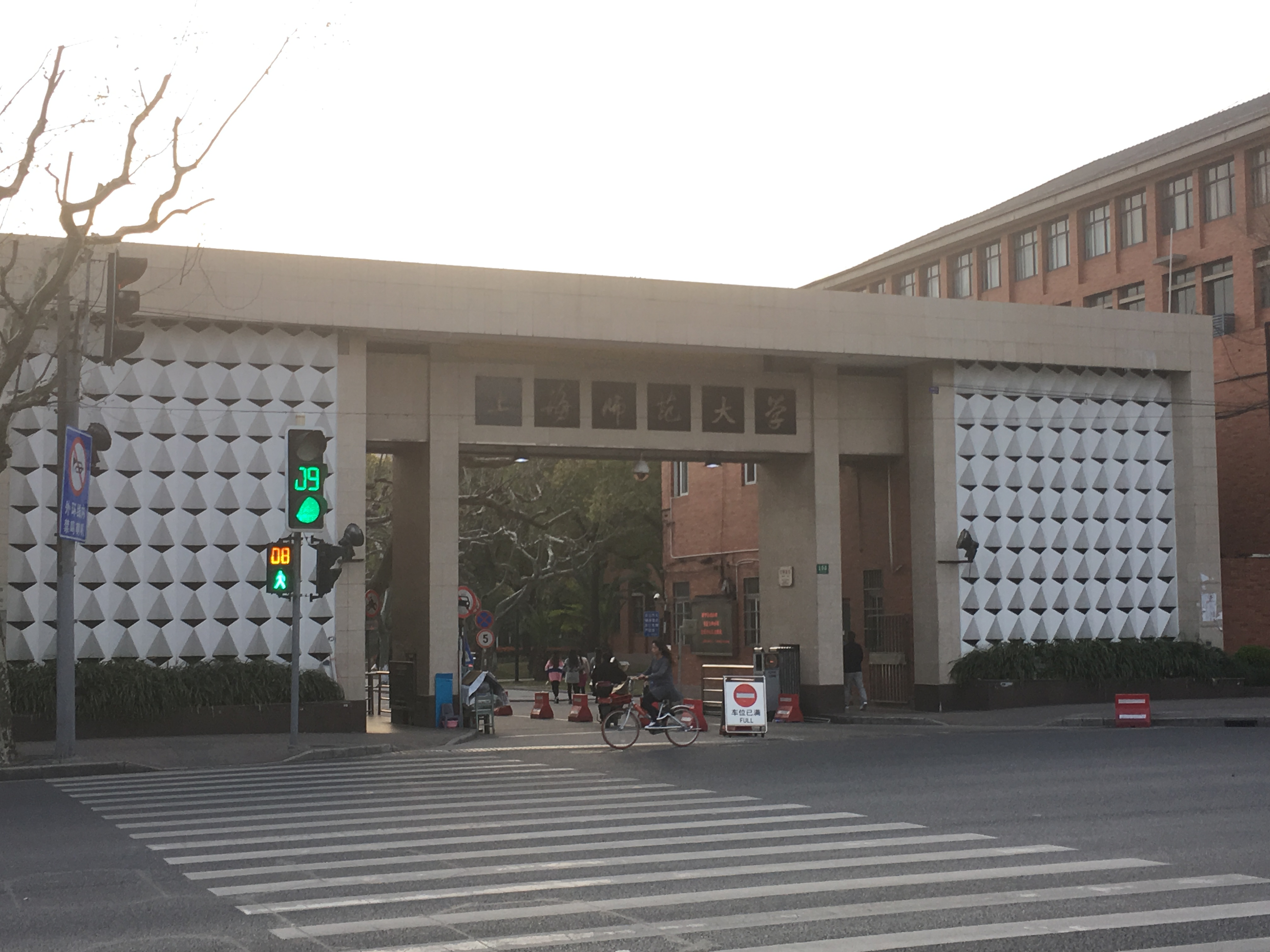